# Alice Annum
Alice Annum (* 20. Oktober 1948 in Accra) ist eine ehemalige ghanaische Sprinterin und Weitspringerin.
Im Weitsprung schied sie bei den Olympischen Spielen 1964 in Tokio in der Qualifikation aus und siegte bei den Afrikaspielen in Brazzaville.
1966 wurde sie bei den British Empire and Commonwealth Games in Kington Elfte im Weitsprung und schied über 100 Yards im Vorlauf aus.
Bei den Olympischen Spielen 1968 in Mexiko-Stadt kam sie über 200 Meter und im Weitsprung nicht über die erste Runde hinaus.
1970 gewann sie bei den British Commonwealth Games in Edinburgh jeweils Silber über 100 und 200 Meter und wurde erneut Elfte im Weitsprung.
Bei den Olympischen Spielen 1972 in München wurde sie über 100 Meter Sechste und 200 Meter Siebte.
Im Jahr darauf gelang ihr bei den Afrikaspielen 1973 in Lagos ein Doppelsieg über 100 und 200 Meter. 1974 holte sie bei den British Commonwealth Games in Christchurch Bronze über 200 Meter und in der 4-mal-100-Meter-Staffel. Über 100 Meter wurde sie Vierte und in der 4-mal-400-Meter-Staffel Siebte.

## Persönliche Bestleistungen
- 100 m: 11,1 s, 11. September 1971, Bonn
- 200 m: 22,90 s, 29. Januar 1974, Christchurch
- Weitsprung: 6,30 s, 1970